# Мисливці за мінами проєкту 258
Мисливці за мінами проєкту 258 – серія з трьох польських кораблів-мисливців за мінами, побудованих консорціумом, що складається з Remontowa Shipbuilding S.A. (керівник), Ośrodek Badawczo-Rozwojowe S.P.G. Wojowy. z o.o., для заміни кораблів проекту 206 FM з введенням в експлуатацію у 2017-2022 роках.
Основними завданнями кораблів типу Корморан II є пошук, класифікація, ідентифікація та боротьба з морськими мінами, розпізнавання фарватерів, проведення інших кораблів через мінно-небезпечні акваторії, постановка мін, управління протимінними безпілотними апаратами.

## Порядок і будівництво
Кораблі отримали назви та бортові номери: ORP Kormoran (601), ORP Albatros (602) і ORP Mewa (603). Заплановані для цих кораблів артилерійські системи Triton також будуть адаптовані до програмованих боєприпасів. 27 грудня 2017 року було підписано контракт на будівництво вартістю 1,1 млрд злотих ще двох одиниць цього типу разом з рятувальним судном «Ратоник». Будівництво корабля «Альбатрос» розпочалося 18 вересня 2018 року. На церемонії з нагоди закладки кіля для другого судна типу Kormoran II президент верфі повідомив, що три країни заявили про бажання придбати цей тип судна. У березні 2022 року Міністерство національної оборони оголосило про намір придбати ще три мінних винищувача цього типу.
| Бортовий номер | Назва              | Закладання         | Спуск на воду       | Введення в експлуатацію | Доля корабля          | Примітки                   |
| -------------- | ------------------ | ------------------ | ------------------- | ----------------------- | --------------------- | -------------------------- |
| 601            | ORP Kormoran (601) | 23 вересня 2014    | 4 вересня 2015 roku | 28 листопада 2017       | на службі             | [ 6 ] [ 7 ]                |
| 602            | ORP Albatros (602) | 5 грудня 2018 roku | 10 жовтня 2019      | серпень 2022 року       | на службі             | [ 8 ] [ 9 ]                |
| 603            | ORP Mewa (603)     | 10 жовтня 2019     | 17 грудня 2020      | 14 лютого 2023 року     | на службі             | [ 8 ] [ 10 ] [ 11 ] [ 12 ] |
| 604            | ORP Jaskółka       | 25 липня 2023      | червень 2024        |                         | в процесі будівництва | [ 13 ]                     |
| 606            | ORP Rybitwa        | 19 січня 2024      |                     |                         | в процесі будівництва |                            |
|                | ORP Czajka         | 15 жовтня 2024     |                     |                         | в процесі будівництва | [ 14 ]                     |

У 2029-2031 роках планується придбати ще 3 кораблі.

## Будівництво
На відміну від попередніх концепцій конструкції цього типу, корпуси були виготовлені з неіржавної сталі замість пластику. Перевагою використання сталевого корпусу були, серед іншого, менші експлуатаційні витрати та вища вогнестійкість. Корпуси кораблів поділяються на 33 секції. Надбудова агрегатів має два поверхи в носовій частині і один поверх у кормовій частині. Основні палуби мають повні фальшборти. При проектуванні кораблів намагалися обмежити виявлення блоку радарами.
До складу морських електростанцій входять два дизельні двигуни MTU 8V369TE74L потужністю 1000 кВт - 1360 к.с., доповнені трьома генераторами MTU 6R1600M20S номінальною потужністю 380 кВА кожний. Привід корабля передається валами на два циклоїдні гвинти Voith-Schneider Voith Turbo 21 GH / 160. З метою підвищення маневреності агрегатів при підвищенні рівня безпеки корабля їх додатково оснастили носовим підрулюючим апаратом Schottel STT 170 AMAG потужністю 100 кВт. Така конфігурована силова установка дозволяє судам рухатися зі швидкістю не менше 15 вузлів і забезпечує дальність дії не менше 2500 морських миль.
Конструкція кораблів дозволяє їх експлуатувати зі стандартним екіпажем у 45 осіб, однак забезпечуючи місце для додаткових 7 осіб. Мисливці за мінами пристосовані до дії в умовах ядерної, біологічної та хімічної зброї.

## Тактико-технічні характеристики
Загальні характеристики головного корабля проекту Kormoran:
Водотоннажність: 850 т
Довжина: 48,50 м
Ширина: 10,30 м
Осадка: 2,70 м
Швидкість: 15 вузлів
Екіпаж: 45 осіб + 6 водолазів
Озброєння: спарена 23 мм автоматична гармата або 35 мм бойовий модуль 